# نوین هریسون
نوین هریسون (انگلیسی: Nevin Harrison؛ زادهٔ ۲ ژوئن ۲۰۰۲) قایقران کانو اهل ایالات متحده آمریکا است.
وی در مسابقات کشوری و بین‌المللی در مجموع برندهٔ ۳ مدال طلا شده‌است.